# Клуб 59
Клуб 59, The 59 Club (также пишется Fifty Nine Club) — британский мотоклуб с членством по всему миру.
Клуб 59 начал свою деятельность в качестве молодёжного клуба при Англиканской Церкви, основанного в восточной части Лондона в Хакни Вике 2 апреля 1959 года.

В 1962 году была создана мотоциклетная секция, которая собиралась раз в неделю по вечерам субботы при Итонской Миссии, где была большая парковка и большой зал с настольным теннисом, бильярдом, джук-боксом и кафе-баром.

Клуб 59 был знаменит среди британской молодёжной субкультуры Рокеров, распространённой в середине 60-х годов в Лондоне, а нашивка «59» стала культовой в этой среде.

## История

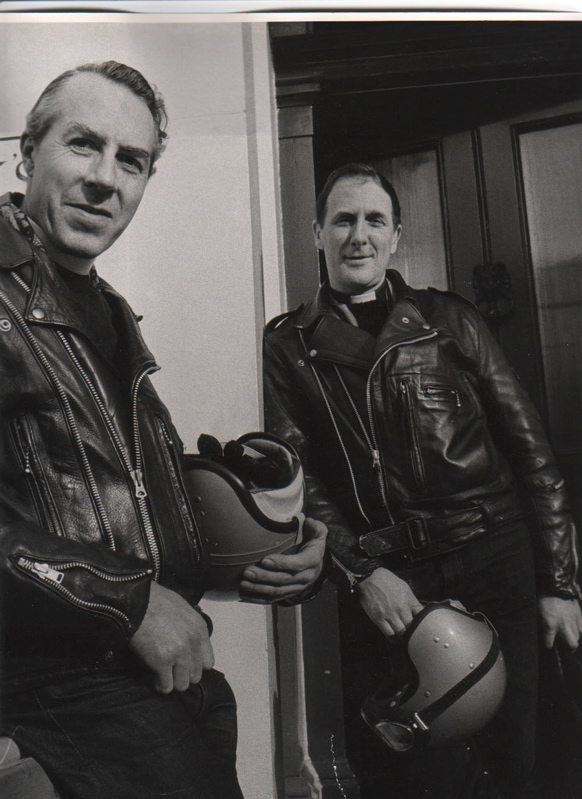
Отец Вильям Шерголд и отец Грэм Халлетт, лидеры Клуба 59.

Клуб 59 был основан в 1959 году отцом Джоном Оутсом, каноником церкви Сент-Брайдс с Флит Стрит, как молодёжный клуб при церкви. Следующий председатель клуба отец Вильям «Билл» Шерголд после своего визита в Ace Cafe основал в 1962 году мотоциклетную секцию, которая с первых же дней своего существования получила беспрецедентную популярность и очень скоро стала единственным направлением деятельности Клуба 59. 
Клуб был хорошо известен и привлек таких личностей как Клифф Ричард, Элизабет Тейлор, принцесса Маргарет и многих других на свой первый юбилей, а позже и многих спортсменов и музыкантов. Среди британских мотоциклистов он стал известен тем, что в 1968 году одним из первых показал ранее запрещенный в Великобритании фильм «Дикарь» c Марлоном Брандо.
C 1962 до поздних 1980-х годов клуб пользовался популярностью среди рокеров и мотоциклистов Великобритании и, в целом, создавал положительный образ этим субкультурам, доверие к которым у общества было подорвано кровавым противостоянием двух молодёжных субкультур — рокеров и модов.
В мае 1964 года клуб переехал из Хакни Вик в церковный дом при храме Святой Марии в Педдингтоне, в Лондонском Вест-Энде, куда был переведен служить председатель клуба отец Вильям Шерголд.
В мае 1965 информационное агентство АР оценило членство клуба как «примерно 7,000 человек со всех уголков Британии». Свой третий день рождения мотоциклетная секция клуба отметила 23 октября в своем двухэтажном клубном доме. На празднике присутствовало более 1200 членов клуба и друзей, а на парковке перед клабхаусом было до 1000 мотоциклов. В то время журнал Motor Cycle оценивал общее количество членов клуба в 10,000 человек, прокомментировав быстрый рост фразой «Это более 250 новых членов в месяц!». Праздник завершился на следующий день в воскресенье торжественным богослужением в ближайшей церкви, которое совершил председатель клуба отец Вильям Шерголд.
В сентябре 1966 года количество членов клуба превысило 13,000.
Во время своего расцвета 1960-х годов, клуб, возможно, был крупнейшим мотоклубом в мире, с более чем 20,000 членов, каждый из которых обязан был зарегистрироваться лично.

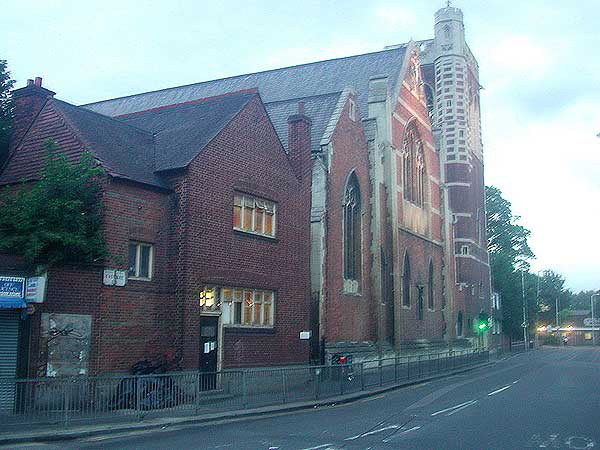
Итонская Миссия, первый дом Клуба 59

В Клубе 59 принимали участие как мужчины, так и женщины и, по словам отца Вильяма Шерголда, успех клуба был основан на почти полном отсутствии правил. Помимо увлечением мотоциклами и рок-н-роллом 1950-х годов, клуб продвигал такие виды спорта как футбол и подводное плавание, что давало молодежи, главным образом из малообеспеченных семей, выход для их энергии. Каждый год клуб организовывал поездки на знаменитое зимнее ралли Dragon Rally в Уэльсе, на ралли Elephant Rally в Германии и на мотогонки Острова Мен. Ежегодные встречи Клуба 59 до сих пор проходят в Лакси на острове Мен во время этих мотогонок.
К концу своего расцвета клуб стал свидетелем появления в Европе мотоклубов принципиально нового типа, организованных по сложившимся в Америке правилам, часто очень жестким и агрессивным, что было большим контрастом с Клубом 59. Рост этих групп в Европе ознаменовал закат британской субкультуры рокеров 60-х годов.
За этим последовал период тотального засилья японской техники, которая стала вытеснять старые британские марки мотоциклов с рынка. Все это привело к тому, что в течение последующих 10 лет субкультура рокеров и «ton-up boys» находилась в глубоком упадке, но Клуб 59 продолжал свое существование и его старые члены были полны решимости сохранить дух рокеров и мотоциклистов 50-х годов. Так же клуб сделал ставку на новое поколение современных рокеров на новые мотоциклы 80-х, передавая им свой опыт и свою любовь к рок-н-роллу. К концу 80-х интерес к субкультуре рокеров снова стал массовым и в Клубе 59 открыли «Классическую секцию», члены которой стремятся воссоздать и сохранить дух 60-х годов в мотоциклах, стиле одежды и музыке.

## Современное состояние

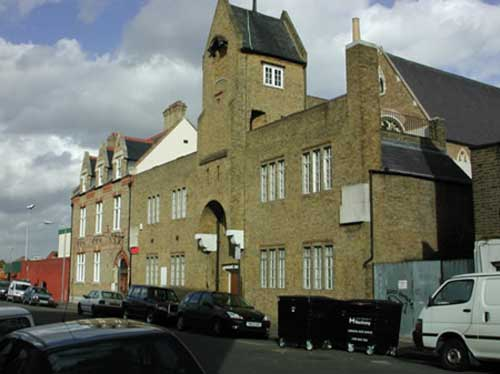
Церковь Св.Августина и церковный дом в Хакни. Клабхаус Клуба 59.

В 1993 году Клуб 59 переехал из Хакни в Plaistow, Newham. До этого времени всё содержание клуба оплачивалось Церковью, но начиная с этого времени клуб содержит себя сам и полностью перешел на волонтёрский принцип работы.
Председателем Клуба 59 в настоящее время является отец Сергий Дидук, который вступил в должность 29 июня 2018 года. Он возглавляет состоящий из 5 человек Совет по управлению клубом, заседания которого неизменно с 1965 года проходят два раза в неделю: в среду и субботу. Совет до сих пор состоит из тех же людей, что активно участвовали в жизни Клуба еще в 1960-е. 
Клуб, сохранив свой задор и любовь к рок-н-роллу, стал во многом ориентирован на семейные ценности, поскольку многие дети первых членов клуба выросли и тоже примкнули к Клубу 59. Часто можно увидеть семьи из нескольких поколений членов клуба.
На протяжении всей своей истории Клуб 59 поддерживал дружеские отношения с Ace Cafe в Лондоне, сотрудники которой теперь управляют технической стороной членства в клубе, а владелец кафе сам является членом клуба.
В сентябре 2009 года Клуб 59 отметил свое 50-летие торжественным богослужением в церкви Сент-Мартин-ин-Филдс на Трафальгарской площади в Лондоне. На этой службе присутствовали мэр города и многие старые члены клуба. После службы было освящено около 400 мотоциклов и далее праздник переместился в Ace Cafe.
В 2019 году мотоклуб торжественно отметил свое 60-летие, а так же 80-летие Ace Cafe London. 
С 1962 года клуб привлек более 33 000 членов, многие из которых обновляют свое членство каждый год, в основном будучи энтузиастами классических или старинных британских мотоциклов, а также и многие из них по прежнему причастны субкультуре рокеров. Так же клуб имеет большое международное присутствие с официально признанными секциями и индивидуальными членами во многих странах мира, в том числе и в России.

## Председатели клуба
Отец Джон Оутс, первый основатель Клуба 59, создал молодёжный клуб при приходской церкви и буквально на следующий год был вынужден передать управление клубом отцу Вильяму Шерголду.
Отец Вильям «Билл» Шерголд, основатель Клуба 59, создал мотоциклетную секцию, которая вытеснила все остальные направления деятельности клуба и сделала его мотоклубом в собственном смысле. Был председателем (позднее — пожизненным почётным председателем) пока не умер в возрасте 89 лет в Уэллсе, Сомерсет, 17 мая 2008 года.
Отец Грэм Халлетт, ближайший сподвижник Шерголда и следующий председатель Клуба в течение нескольких лет. Сложил полномочия председателя в 1971 году и покинул клуб в начале 1980-х из-за разногласий с Советом управления клубом. Умер в больнице Линкольна 5 декабря 2012 года в возрасте 80 лет.
Майк «Ковбой» Кук, председатель клуба с 1971 по 1992 год. Написал книгу «Cowboy’s Fifty Nine Club Story», где подробно описал историю Клуба 59 с самого появления до своей отставки в 1992 году. Член клуба с 1963 года по настоящее время.
Отец Скотт Андерсон был председателем клуба с 1992 по 2018 года, ныне занимает пост вице-председателя. Перешел из англиканства в католичество в 2012 году, в 2013 был перерукоположен в священника (англиканское рукоположение — с 1975 года) для Персонального ординариата Пресвятой Богородицы Уолсингемской. В настоящее время служит во Франции.
Отец Сергий Дидук, выходец с Украины, жил в России. В настоящее время — священник Церкви Англии, проживает в Великобритании. Председатель клуба с 2018 года по настоящее время.